# Ithomia deliciae
Ithomia deliciae är en fjärilsart som beskrevs av Fox 1941. Ithomia deliciae ingår i släktet Ithomia och familjen praktfjärilar. Inga underarter finns listade i Catalogue of Life.